# Маринга
Маринга (порт. Maringá) град је у Бразилу у савезној држави Парана. Према процени из 2007. у граду је живело 325.968 становника.

## Становништво
Према процени из 2007. у граду је живело 325.968 становника.
| 1991.   | 2000.   |
| ------- | ------- |
| 240.292 | 288.653 |